# Dendrocopos moluccensis
Dendrocopos moluccensis là một loài chim trong họ Picidae.